# Юрій Глібович
Юрій Глібович (д/н — між 1520 та 1524) — державний та військовий діяч, урядник, дипломат Великого князівства Литовського. Став фактичним засновником роду Глібовичів.

## Життєпис
Походив з родини смоленських бояр Глібовичів. Син Гліба Вежевича, воєводи Дорогобузького. Про дату народження замало відомостей.
У 1492—1499 роках був намісником (старостою) Смоленським. Водночас у 1494—1495 роках — намісником (генеральним старостою) Жемайтії. Брав активну участь у війні з великим князівством Московським у 1490-х роках. Намагався зберегти частину Верховських князівств за Литвою, однак Москва захопила Серпейський та Мезецький уділи. Після цього звертався до допомогу до великого князя Олександра Ягеллончика, але той не мав змоги чинити опір московитам. Тому 1494 року було укладено мир з Москвою.
1500 року Юрій Глібович призначається намісником Оршанським і Одолецьким. Брав участь у війні з Москвою 1500—1503 років. У 1503—1508 роках призначається на воєводу (намісника) Вітебського. В 1506 році разом з Іваном Сапігою та конюшим Іваном Федоровичем брав участь у посольстві до Великого князівства Московського щодо розграбування військами останнього прикордонних земель.
У 1508 році призначається воєводою Смоленським. Того ж року отримав маєток Клевіци від короля і великого князя Сигізмунда I. Під час нової війни з великим князівством Московським організував оборону Смоленська, яка тривала з липня по листопад 1513 року. Смоленську протистояло 60-тисячне московське військо і 140 гармат. Зрештою великий князь Василь III вимушений був відступити. У квітні 1514 року Глібовича на посаді воєводи замінив Юрій Сологуб.
У 1514 році стає намісником Мерецьким, а 1520 року — Волковиським. Подальша доля невідома. Помер до 1524 року.

## Родина
- Іван (1480—1549), великий канцлер литовський
- Миколай (д/н—1513). Загинув під час оборони Смоленська